# 三蕊草属
三蕊草属（学名：Sinochasea）是禾本科下的一个属。该属仅有三蕊草（Sinochasea trigyna）一种，分布于中国青海、西藏、尼泊尔等。